# O
O (نطقها ‎/o(ː)/‏ بالرومية، كالضمة المشوبة) الحرف الخامس عشر من الأبجدية اللاتينية.
- في الكيمياء، يرمز O لعنصر الأكسجين.